# Ferricianeto de potássio

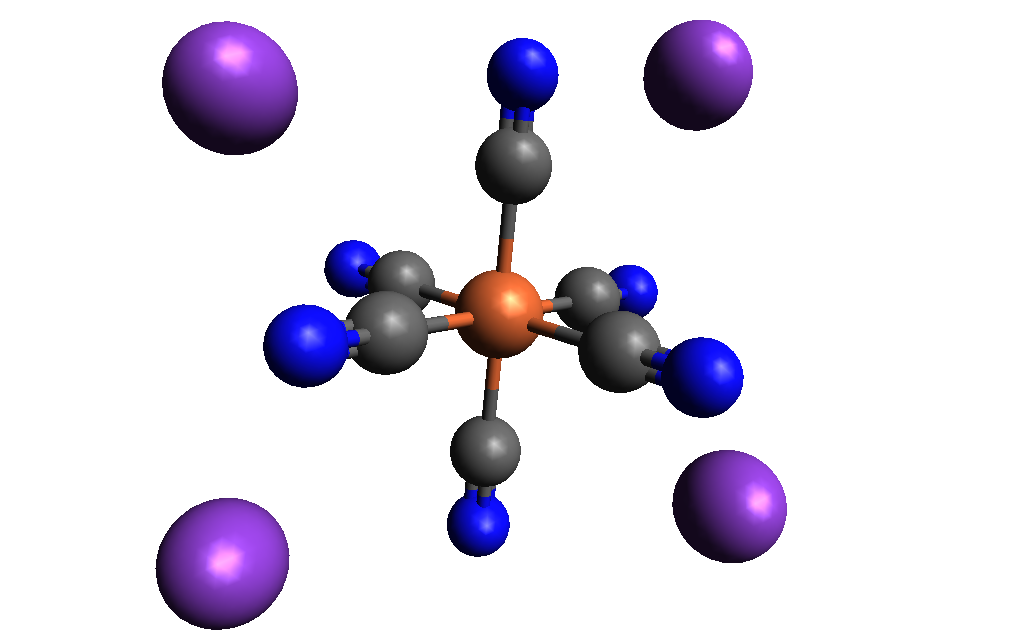

Ferricianeto de potássio ou hexacianoferrato(III) de potássio é o composto químico com a fórmula K3[Fe(CN)6].  Este sal vermelho brilhante consiste de um composto de coordenação [Fe(CN)6]3−.  É solúvel em água e sua solução apresenta um cor verde amarelada fluorescente.

## Preparação
Ferricianeto de potássio é fabricado pela passagem de cloro através de uma solução de ferrocianeto de potássio. O ferricianeto de potássio separa-se da solução:
2 K4[Fe(CN)6] + Cl2 → 2 K3[Fe(CN)6] + 2 KCl

## Aplicações
O composto tem uso amplo em impressão "blueprint" e em fotografia (processo cianotipia). "Toning" com ferro ou cobre envolve o uso de ferricianeto de potássio. O ferricianeto de potássio é usado como um agente oxidante para remover prata de negativos e positivos, um processo chamado gravura a água-forte. Em fotografia a cores, o ferricianeto de potássio é usado para reduzir o tamanho de pontos de cor sem reduzir seu número, como um tipo de correção manual de cor. O composto é também usado para a têmpera  de ferro e aço, em galvanoplastia, no tingimento de lã, como um reagente laboratorial, e um mediano agente oxidante em química orgânica.
Também é usado em fotografia com tiossulfato de sódio (chamado de hipo dos fotógrafos) para reduzir a densidade de um negativo onde a mistura é conhecida como redutor de Farmer, este pode ajudar problemas no offset da sobre-exposição. variantes do redutor de Farmer podem também ser usadas como o passo intermediário em fotografia reversa ao dissolver a imagem de prata produzida pelo primeiro desenvolvimento.
Ferricianeto de potássio é também um dos dois compostos presentes em solução indicadora ferroxil (juntamente com a fenolftaleína) a qual torna-se azul (azul da Prússia) na presença de íons Fe2+, e que pode entretanto ser usada para detectar oxidação metálica que irá levar à ferrugem. É possível calcular o número de moles de íons Fe2+ usando um colorímetro, por causa da cor muito intensa do azul da Prússia (Fe4[Fe(CN)6]3).
Ferricianeto de potássio é frequentemente usado em experimentos de fisiologia com o objetivo de aumentar o potencial redox de uma solução (Eo' ~ 436 mV at pH 7). Ditionito de sódio é usualmente usado como uma substância redutora em tais experimentos (Eo' ~ −420 mV at pH 7).
Ferricianeto de potássio é o principal componente do decapante de Murakami para carbetos cimentados.

### Azul da Prússia
Azul da Prússia, o pigmento azul profundo em blue printing, é produzido pela reação de K3[Fe(CN)6] com íons ferrosos (Fe2+).
{\displaystyle {\mathsf {Fe^{2+}+[Fe(CN)_{6}]^{3-}\rightleftharpoons Fe^{3+}+[Fe(CN)_{6}]^{4-}}}}
Em histologia, ferricianeto de potássio é usado para detectar ferro (II) (ferroso) em tecido biológico. Nesta reação, o ferricianeto de potássio reage com o ferro (II) em solução ácida para produzir um pigmento azul insolúvel, e tanto o corante quanto o pigmento são comumente tratados como azul de Turnbull. Para detectar ferro (III) (férrico) (Fe3+), ferrocianeto de potássio é usado; o corante e o pigmento produzidos são comumente conhecidos como azul da Prússia. Ele tem sido encontrado como o composto formado na reação do azul de Turnbull. Este composto e o formado na reação do azul da Prússia são o mesmo composto único.